# マヅルカ
「マヅルカ」（原題：Ich spür in mir）は、1935年公開のドイツ映画『マヅルカ』（原題：Mazurka）の主題歌である。オリジナル歌手は女優のポーラ・ネグリで、その後、多くの歌手によってカバーされているスタンダードナンバーでもある。

## 日本での需要
オデオンレコードによる音源を日本コロムビアが所蔵し、戦前にはSP盤で発売されていたものの、長らく廃盤になり、のちに『世界名画主題曲歌集 1929〜1938』（1961年発売）に収録されたという（ただしこれも廃盤）。
この曲が注目されるきっかけになったのは、テレビドラマ『傷だらけの天使』で岸田今日子演じる綾部貴子が蓄音機で好んで聴いてた歌、として用いられ、BGMとして流れたことだった。『とんねるずのみなさんのおかげです』の保毛尾田保毛男のコントでも使われ、2009年の深夜のバラエティ番組『マツコの部屋』でも使用されたことで、再び注目された。